# Charles John Clerke
Charles John Clerke (Londra, 8 settembre 1857 – Farnborough, 7 novembre 1944) è stato un calciatore inglese, di ruolo attaccante.

## Caratteristiche tecniche
Giocava come attaccante; nella finale di Coppa d'Inghilterra del 1878-1879 venne impiegato da ala sinistra.

## Carriera
Segnò l'unico goal nell'incontro decisivo della FA Cup 1878-1879, consegnando il titolo agli Old Etonians, squadra a cui legò la sua carriera calcistica. Venne selezionato per rappresentare l'Inghilterra contro il Galles nel 1880, ma non partecipò al match a causa di un infortunio.
Ha giocato anche in diverse squadre di cricket tra il 1877 e il 1888.